# Secrétaire d'État à la Famille du cabinet fantôme
Le poste de secrétaire d'État à la Famille du cabinet fantôme était un poste de courte durée au sein du cabinet fantôme britannique. Il a été créé en 2004 par le leader du Parti conservateur de l'époque et leader de l'opposition, Michael Howard. Il s'agissait d'un rôle inhabituel du cabinet fantôme en ce sens qu'il ne suivait pas un département ou un secrétaire d'État spécifique , mais plutôt diverses responsabilités d'autres départements tels que le Département de l'éducation et des compétences.
Le rôle était occupé par une seule personne, Theresa May, qui pendant une grande partie de son mandat l'a occupé en conjonction avec le poste de secrétaire d'État fantôme à la Culture, aux Médias et aux Sports.
Le poste a été aboli par David Cameron lorsqu'il a été élu leader du Parti conservateur et leader de l'opposition le 6 décembre 2005.

## Liste des secrétaires d'État fantômes à la famille
| Nom | Nom         | Nom | Mandat       | Mandat          | Parti politique | Leader de l'Opposition |
| --- | ----------- | --- | ------------ | --------------- | --------------- | ---------------------- |
|     | Theresa May |     | 15 juin 2004 | 6 décembre 2005 | Conservateur    | Michael Howard         |